# Parc national du défilé du Jiu
Le parc national du défilé du Jiu (en roumain: Parcul Național Defileul Jiului) est une aire protégée (parc national de la catégorie II IUCN) située en  Roumanie, dans le territoire administratif des județ de Gorj et de Hunedoara.

## Localisation
Le parc national est situé dans les Carpates méridionales, le long de la haute vallée de Jiu, encaissée entre les monts Vâlcan et Parâng (d'où le terme de « défilé »), dans le nord du comté de Gorj.

## Description
Le parc national du défilé du Jiu couvre une superficie de 11 126 ha. Il a été déclaré aire protégée par la Décision du Gouvernement numéro 2151 du 30 novembre (publié dans Monitorul Oficial n° 38 du 12 janvier 2005) et représente une zone avec une grande variété de la flore et la faune spécifiques aux Carpates.